# Hispânia Cartaginense
Hispânia Cartaginense (em latim: Hispania Carthaginensis ou Carthaginiensis) foi uma província romana que resultou da divisão da antiga província da Hispânia Tarraconense em três por Diocleciano durante a sua reforma administrativa: a Tarraconense propriamente dita e as novas Cartaginense e Galécia. Situada no centro-sudeste da Península Ibérica, com capital em Cartago Nova, (a moderna Cartagena, Espanha), o território da Cartaginense corresponde, a grosso modo, às modernas regiões da Múrcia, Alicante e Valência.
O termo "cartaginense" é o nome de uma província eclesiástica cuja capital também é Cartago Nova.

## Província romana
Originalmente um dos conventos jurídicos da Tarraconense, a Cartaginense foi separada por Diocleciano em 298 d.C. e subordinada à nova Diocese da Hispânia da prefeitura pretoriana das Gálias. Ela era governada por um praeses que respondia ao vigário da diocese.
Em meados do século IV — possivelmente sob Juliano — o território das ilhas Baleares foi separado e passou a formar a Hispânia Baleárica, uma província autônoma.
A província foi saqueada durante a invasão de vândalos, suevos e alanos de 409 d.C.. Em meados do século V, a região foi finalmente anexada pelos visigodos, dirigidos pelo seu rei Eurico, e passou a fazer parte do Reino Visigótico.
Em princípios do século VI, tropas bizantinas incorporaram ao domínio de Constantinopla em nome do imperador Justiniano I a zona costeira da Cartaginense e parte da Bética, que passaram a formar uma nova província ia do atual Algarve até o sul da atual província de Valência, chamada Espânia. Justiniano mudou o nome da capital pelo de Cartago Espartária e converteu-a na capital da nova província.
Grande parte dos territórios bizantinos foram reconquistados para o Reino Visigótico por Leovigildo (r. 568–586). Cartago Espartária ainda resistiria alguns anos mais, mas acabou conquistada e destruída pelo rei visigodo Suíntila por volta de 622 d.C.
A província desapareceu completamente em 711 d.C. quando os exércitos muçulmanos invadiram a Península Ibérica.

## Província eclesiástica
Ao cristianizar-se o Império Romano, a primitiva Igreja Cristã assumiu a divisão provincial imperial na sua organização.
Desta forma, as primeiras províncias eclesiásticas corresponderam-se exatamente com as existentes estruturas provinciais romanas, inclusive a província eclesiástica Cartaginense, que exercia assim a função de sé metropolitana sobre todos os bispados que existiam dentro do seu território.
Ficavam dentro da província dioceses tão importantes como Valentia, Toleto, Eliocroca, Begastro ou Ilici.
A coincidência entre divisão política-divisão religiosa existiu até à queda do Império Romano do Ocidente em 476 d.C.. Na metade do século VI, a província eclesiástica cartaginense ficou dividida politicamente em duas: uma parte no centro da península controlada pelos visigodos e outra a sul e a leste controlada pelos Bizantinos.

### Concílio de Toledo
O problema surgiu porque a cidade de Toleto (atual Toledo), capital do Reino Visigótico, encontrava-se incluída na Cartaginense, cuja capital estava sob domínio bizantino. Por esta razão, pouco depois da sua chegada ao trono, o rei visigodo Gundemaro promoveu a celebração de um sínodo que se desenvolveu em Toledo e que acordou que Toledo era a metrópole de toda a província, arrebatando este título à sede de Cartagena, declaração que apoiou o rei por decreto de 23 de outubro de 610 d.C..
Desapareceu desta maneira a província eclesiástica Cartaginense. Ao reconquistar-se Cartagena no século XIII, foi restaurada a diocese, mas sem caráter metropolitano.